# Postairón

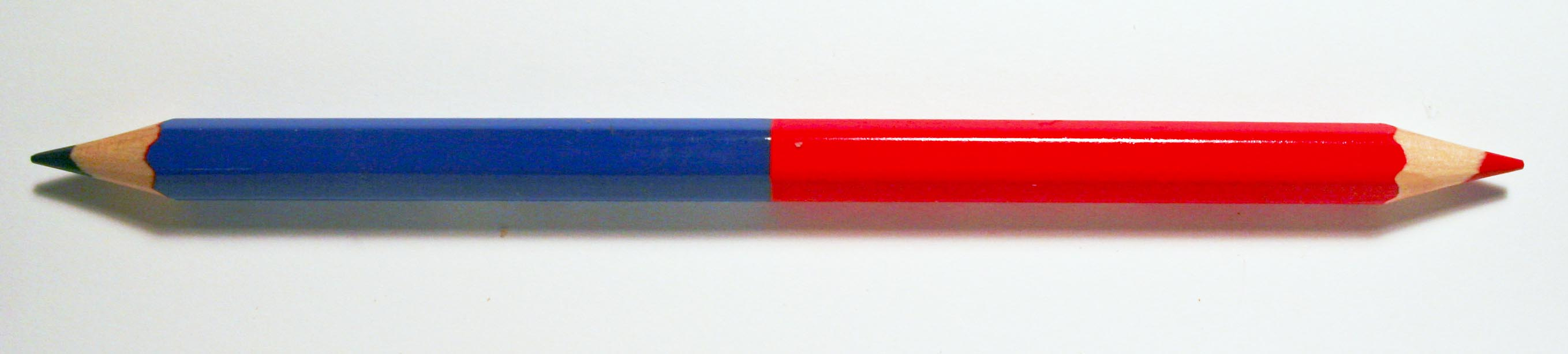
Postairón

A postairón egy olyan ceruza, amelyet hagyományosan az olvasószerkesztő használ a kiadásra szánt szövegekben szereplő hibák és változtatások jelzésére.
Ezt a színt (kéket) kifejezetten azért használják, mert bizonyos litográfiai vagy fényképészeti reprodukciós eljárásokban nem látszik. Hasonló okokból néha vörös ceruzákat is használnak, mivel pigmentjük nem reprodukálódik xerográfiával.
A szövegszerkesztőkkel vagy asztali kiadványszerkesztéssel történő elektronikus szerkesztés bevezetésével szakmai környezetben egyre ritkábban találkozunk szó szoros értelmében vett postairónnal.
Magyarországon a postairónt az átlagnál vastagabb kialakítása miatt az általános iskolában használnak leggyakrabban.
Az irón szó az író ón szóösszetétel rövidítéséből származik, azonban a köztudatból kikopott, hogy ezt a piros és kék színű írószert milyen összefüggésbe lehet hozni a postával, vélhetően onnan eredeztethető, hogy az olvasószerkesztők cikkek közvetlenül postára adása előtt használták.[forrás?]
A postairón leginkább a gyermekek írásoktatásában játszik nagy szerepet. Ez a ceruza vastagabb, mint egy hagyományos ceruza, ezért segíti, hogy a gyerekek az iskolában könnyebben formálják a betűket. A postairón szárának vastag kialakítása segíti a gyermekek motorikus képességeinek fejlődését. A gyermekek a folyóírás elsajátításakor a betűk könnyebb elkülönítéséhez a mondat eleji nagybetűt pirossal jelölik, míg a mondat folytatása kék színnel történik a kisbetűk megkülönböztetésére.